# Championnat III d'Europe masculin de hockey sur gazon
Le Championnat III d'Europe masculin de hockey sur gazon anciennement connu sous le nom de Challenge I d'Europe masculin de hockey sur gazon, est une compétition d'Europe pour les équipes nationales de hockey sur gazon. Il s'agit du troisième niveau des championnats d'Europe masculin de hockey sur gazon pour les équipes nationales.
Sous le Championnat III, il existe au moins une division du Challenge d'Europe de hockey sur gazon, comme le Championnat d'Europe IV. Il y a promotion et relégation. Les deux premières équipes classées se qualifient pour le championnat II d'Europe suivant et sont remplacées par les deux équipes les moins bien classées de ce tournoi. Les deux dernières équipes sont reléguées au championnat IV d'Europe et remplacées par les deux mieux classées de ce tournoi.
Le tournoi a été remporté par sept équipes différentes, la Biélorussie et l'Ukraine ont le plus de titres avec deux et la Croatie, la Suisse, l'Azerbaïdjan, la Russie et le Pays de Galles ont tous remporté le tournoi une fois. L'édition récente a eu lieu à Lousada, au Portugal et a été remporté par la Biélorussie.

## Palmarès
| Édition | Lieu              | Champion       | Vice-champion | Troisième place | Quatrième place |
| ------- | ----------------- | -------------- | ------------- | --------------- | --------------- |
| 2005    | Vinnytsia         | Ukraine        | Portugal      | Gibraltar       | Croatie         |
| 2007    | Kazan             | Russie         | Biélorussie   | Croatie         | Azerbaïdjan     |
| 2009    | Zagreb            | Ukraine        | Suède         | Portugal        | Azerbaïdjan     |
| 2011    | Catane            | Azerbaïdjan    | Italie        | Gibraltar       | Suisse          |
| 2013    | Lausanne          | Suisse         | Croatie       | Biélorussie     | Portugal        |
| 2015    | Lisbonne          | Pays de Galles | Portugal      | Italie          | Biélorussie     |
| 2017    | Sveti Ivan Zelina | Biélorussie    | Italie        | Croatie         | Turquie         |
| 2019    | Gibraltar         | Croatie        | Suisse        | Gibraltar       | Portugal        |
| 2021    | Lousada           | Biélorussie    | Tchéquie      | Turquie         | Portugal        |

### Bilan par nation
| Équipe         | Champions       | Vice-champions  | Troisième place       | Quatrième place       |
| -------------- | --------------- | --------------- | --------------------- | --------------------- |
| Biélorussie    | 2 (2017, 2021)  | 1 (2007)        | 1 (2013)              | 1 (2015)              |
| Ukraine        | 2 (2005*, 2009) |                 |                       |                       |
| Croatie        | 1 (2019)        | 1 (2013)        | 2 (2007, 2017*)       | 1 (2005)              |
| Suisse         | 1 (2013*)       | 1 (2019)        |                       | 1 (2011)              |
| Azerbaïdjan    | 1 (2011)        |                 |                       | 2 (2007, 2009)        |
| Russie         | 1 (2007*)       |                 |                       |                       |
| Pays de Galles | 1 (2015)        |                 |                       |                       |
| Portugal       |                 | 2 (2005, 2015*) | 1 (2009)              | 3 (2013, 2019, 2021*) |
| Italie         |                 | 2 (2011*, 2017) | 1 (2015)              |                       |
| Suède          |                 | 1 (2009)        |                       |                       |
| Tchéquie       |                 | 1 (2021)        |                       |                       |
| Gibraltar      |                 |                 | 3 (2005, 2011, 2019*) |                       |
| Turquie        |                 |                 | 1 (2021)              | 1 (2017)              |

* = pays hôte

### Équipes apparues
| Équipe         | 2005 | 2007 | 2009 | 2011 | 2013 | 2015 | 2017 | 2019 | 2021 | Total |
| -------------- | ---- | ---- | ---- | ---- | ---- | ---- | ---- | ---- | ---- | ----- |
| Portugal       | 2e   | -    | 3e   | 6e   | 4e   | 2e   | -    | 4e   | 4e   | 7     |
| Croatie        | 4e   | 3e   | 5e   | 5e   | 2e   | -    | 3e   | 1er  | -    | 7     |
| Suède          | 6e   | 6e   | 2e   | -    | 6e   | 6e   | -    | -    | -    | 5     |
| Biélorussie    | -    | 2e   | -    | -    | 3e   | 4e   | 1er  | -    | 1er  | 5     |
| Slovaquie      | -    | -    | -    | 7e   | 8e   | -    | 7e   | 6e   | 5e   | 5     |
| Turquie        | -    | -    | -    | -    | 7e   | 5e   | 4e   | 5e   | 3e   | 5     |
| Gibraltar      | 3e   | -    | -    | 3e   | 5e   | -    | -    | 3e   | -    | 4     |
| Azerbaïdjan    | -    | 4e   | 4e   | 1er  | -    | -    | -    | -    | -    | 3     |
| Italie         | -    | -    | -    | 2e   | -    | 3e   | 2e   | -    | -    | 3     |
| Suisse         | -    | -    | -    | 4e   | 1er  | -    | -    | 2e   | -    | 3     |
| Malte          | -    | -    | -    | -    | -    | -    | 5e   | 8e   | 7e   | 3     |
| Lituanie       | -    | -    | -    | -    | -    | -    | 6e   | 7e   | 6e   | 3     |
| Ukraine        | 1er  | -    | 1er  | -    | -    | -    | -    | -    | -    | 2     |
| Danemark       | -    | 5e   | 7e   | -    | -    | -    | -    | -    | -    | 2     |
| Grèce          | 5e   | -    | -    | -    | -    | -    | -    | -    | -    | 1     |
| Hongrie        | 7e   | -    | -    | -    | -    | -    | -    | -    | -    | 1     |
| Russie         | -    | 1er  | -    | -    | -    | -    | -    | -    | -    | 1     |
| Slovénie       | -    | -    | 6e   | -    | -    | -    | -    | -    | -    | 1     |
| Pays de Galles | -    | -    | -    | -    | -    | 1er  | -    | -    | -    | 1     |
| Tchéquie       | -    | -    | -    | -    | -    | -    | -    | -    | 2e   | 1     |
| Total          | 7    | 6    | 7    | 7    | 8    | 6    | 7    | 8    | 7    | [ 2 ] |